# Артемьев, Александр Викторович
Алекса́ндр Ви́кторович Арте́мьев (5 сентября 1966, Ленинград) — советский и российский боксёр легчайшей весовой категории. Чемпион СССР, дважды обладатель Кубка СССР, победитель Игр доброй воли 1986 года, участник летних Олимпийских игр 1988 года. На соревнованиях представлял ВФСО «Динамо». Заслуженный мастер спорта России. Также в период 1989—1993 пробовал себя на профессиональном уровне, но без особых успехов. Ныне — спортивный функционер, судья, рефери на ринге.

## Биография
Александр Артемьев родился 5 сентября 1966 года в Ленинграде. Заниматься боксом начал в возрасте 12 лет в ленинградской детско-юношеской спортивной школе, позже присоединился к школе «Динамо», где продолжил подготовку под руководством заслуженного тренера РСФСР Геннадия Машьянова. Первого серьёзного успеха на ринге добился в 1985 году, когда выиграл в легчайшем весе (54 кг) Кубок Советского Союза. Год спустя повторил это достижение, кроме того, одержал победу на IX Спартакиаде народов СССР и занял 1 место на Играх Доброй воли в Москве. Популярный английский журнал «Боксинг Ньюс» по итогам международных встреч 1986 года поставил его на 2 место в рейтинге.
В 1988 году Артемьев выиграл чемпионат СССР и удостоился права защищать честь страны на летних Олимпийских играх в Сеуле. В четвертьфинале со счётом 2:3 проиграл знаметому болгарину Александру Христову. Вскоре после завершения этих соревнований спортсмен принял решение покинуть сборную и любительский бокс, всего в его послужном списке 235 боёв, из них 205 победные.
С 1989 года выступал на профессиональном уровне, сначала представлял Санкт-Петербургский клуб «Невский ринг», потом вместе с младшим братом Сергеем уехал боксировать в США. В течение четырёх лет провёл 10 матчей, в том числе в 7 одержал победу, 2 боя проиграл и один окончил ничьей. После того, как в марте 1993 года родной брат Сергей получил тяжелейшую травму головы, Александр решил оставить бокс и вернулся в Россию.
В настоящее время Александр Артемьев работает вице-президентом Федерации бокса Санкт-Петербурга. Является судьей международной категории.
Жена — Оксана Юрьевна, сын Андрей, дочь Полина.
В 2004 году за победу на Играх Доброй воли удостоен почётного звания «Заслуженный мастер спорта России». Окончил Национальный государственный университет физической культуры, спорта и здоровья имени П. Ф. Лесгафта.